# Jizerka (Jizera, Horní Sytová)
Die Jizerka (Kleine Iser) ist ein linker Nebenfluss der Jizera (Iser) im Riesengebirge.

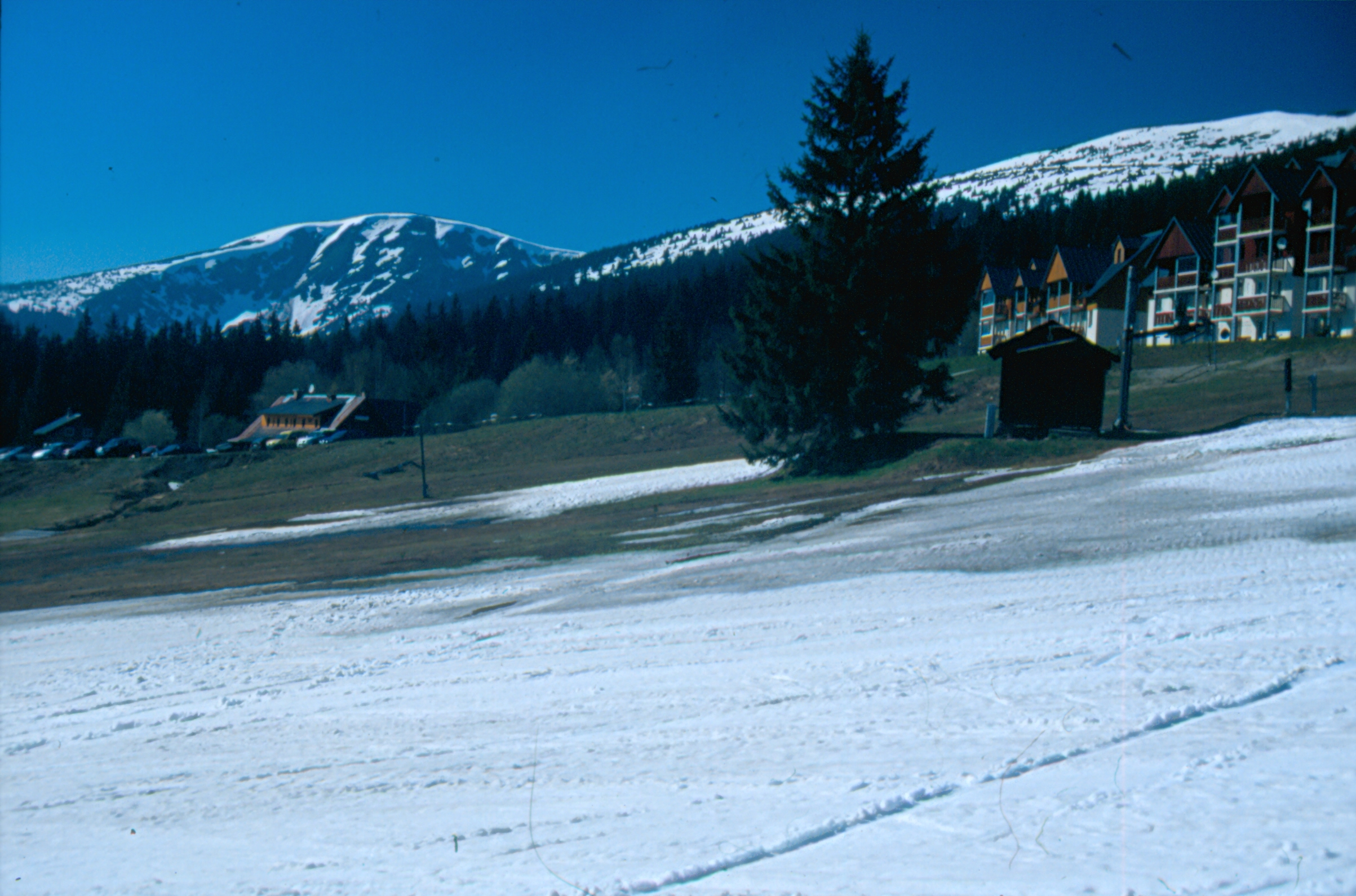
Quellgebiet in Horní Mísečky mit Kotel

Sie entspringt am Nordhang des Mechovinec (Mooshübel, 1074 m) bei Horní Mísečky (Ober Schüsselbauden) westlich von Špindlerův Mlýn (Spindlermühle) in ca. 970 m ü. NN. Das Flüsschen verläuft zunächst nach Westen auf den Kozelský hřeben (Koschelkamm) zu, wo es südlich des Kotel (Kesselkoppe) in einem tiefen Tal zwischen dem Kozelský hřeben und dem Kozlí hřbet (Bockfloßkamm) seinen Lauf nach Süden nimmt.
Links des Tals der Jizerka erstreckt sich der Heidelbergkamm, fünf Kilometer östlich auf der anderen Seite des Kammes liegt fast parallel das Elbtal. Am Fluss liegt die Gemeinde Vítkovice (Wittkowitz). In der Ortschaft Hrabačov bei Jilemnice (Starkenbach) mündet die Kleine Iser nach rund 21 Kilometern in die Iser.
Größter Zufluss ist der am Lysá hora (Kahleberg) entspringende Kozelský potok (Koschelbach). Dieser Bach, dessen Tal zwischen dem Kozelský hřeben und Vlčí hřeben (Wolfskamm) liegt, mündet rechtsseitig bei Skelné Hutě (Glashütten).